# Norah Borges
Norah Borges, pseudonimo di Leonor Fanny Borges Acevedo (Buenos Aires, 4 marzo 1901 – Buenos Aires, 20 luglio 1998), è stata un'illustratrice, pittrice e critica d'arte argentina.
Artista versatile, è entrata in contatto fin dalla sua giovane età con le correnti artistiche più innovative, sperimentando l'espressionismo e il cubismo e dedicandosi dai primi anni venti a forme espressive più intime e soggettive. Ha prodotto decine di opere: incisioni, stampe, litografie, dipinti, acquarelli, arazzi, ritraendo per lo più soggetti femminili, bambini, paesaggi contadini e urbani.
Nel corso della sua vita ha illustrato circa ottanta libri, scritti dagli autori più rilevanti della letteratura argentina e latinoamericana a lei contemporanea, fra cui il fratello Jorge Luis Borges, Adolfo Bioy Casares e Victoria Ocampo. Sotto lo pseudonimo di Manuel Pinedo ha scritto numerosi articoli di critica d'arte negli Anales de Buenos Aires (1946-1948).
Posta all'ombra del fratello, Jorge Luis Borges, e del marito, il critico spagnolo Guillermo de Torre, vissuta per decenni ai margini della scena pubblica, specie dopo la morte di questi, Norah Borges ha goduto di una certa fama negli anni venti e trenta del Novecento, per poi scomparire del tutto dalla considerazione critica fino all'inizio degli anni novanta, quando la sua figura viene riscoperta grazie ad una serie di mostre museali sull'ultraismo e sulle avanguardie artistiche spagnole e argentine e alcuni studi pioneristici sulla sua vita e la sua produzione artistica.
La rilettura della sua opera la colloca fra le protagoniste dell'avanguardia artistica ispanoamericana.

## Biografia

### Primi anni
Leonor Fanny Borges Acevedo nacque a Buenos Aires il 4 marzo 1901, figlia dell'avvocato Jorge Guillermo Borges e di Leonor Acevedo Suárez, traduttrice di D.H. Lawrence, Faulkner, Katherine Mansfield e William Saroyan. Il nome Norah le venne assegnato dal fratello maggiore, Jorge Luis Borges, con cui avrebbe sempre mantenuto un rapporto sereno. Di lui disseː
Norah trascorse la prima infanzia nel quartiere Palermo a nord di Buenos Aires, allora quasi un sobborgo, in una casa di due piani con giardino e una grande biblioteca che apparteneva al padre. All'età di undici anni scrisse il suo primo libro, da lei intitolato Versos por Norah Borges titulados “Poesía”, 1 tomo, contenente quattro poesie (Primavera, Adiós (me alejo), Patria y Los héroes) e un disegno a matita, forse la rappresentazione della patria; ritraeva una donna vestita da una tunica, con in mano una palma d'alloro.

### Primo soggiorno in Europa (1914-1921)

#### Svizzera

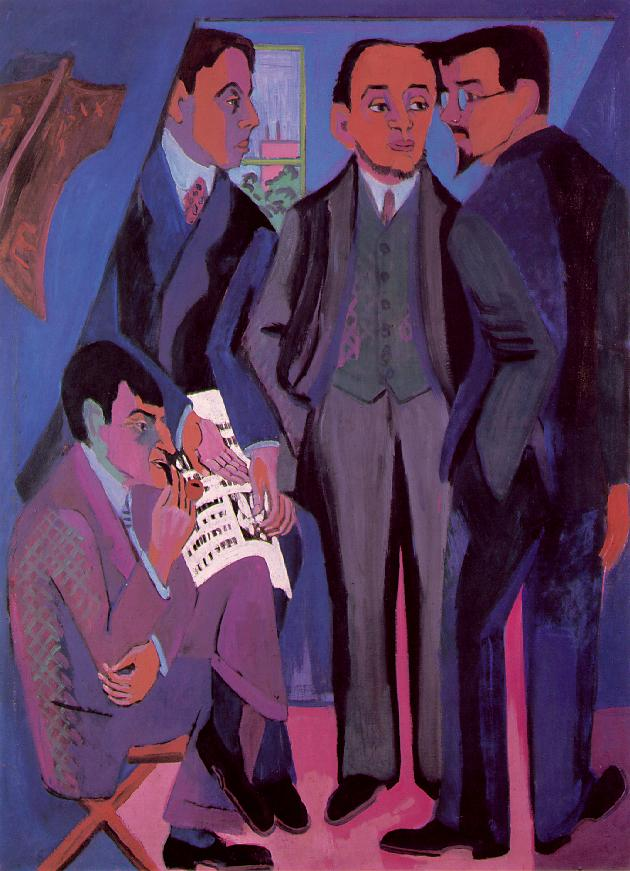
Ritratto del gruppo Die Brücke del pittore Ernst Ludwig Kirchner

Nel 1914, all'età di tredici anni, si trasferì in Svizzera con la famiglia per curare la cecità progressiva del padre, malattia ereditaria che avrebbe poi colpito anche il fratello Jorge Luis. All'École des Beaux-Arts di Ginevra studiò con lo scultore classico Maurice Sarkisoff, che dopo tre anni di insegnamento le consigliò di accantonare gli studi accademici e di continuare a sperimentare da sola. Dall'incisore Arnaldo Bossi, a Lugano, apprese la tecnica della xilografia.
Allo scoppio della prima guerra mondiale nella Svizzera neutrale si era rifugiato un gruppo di artisti espressionisti tedeschi come Ernst Kirchner e Karl Schmidt-Rottluff, appartenenti a Die Brücke, che possedevano una conoscenza approfondita della tecnica xilografica: Kirchner nel 1918 tenne un'importante mostra al Kunsthaus di Zurigo, e Karl Schmidt-Rottluff tra il 1917 e 1919 produsse una serie di venti xilografie su temi del Nuovo Testamento, motivi sperimentati anche da Norah.
I fratelli Borges ebbero l'opportunità di entrare in contatto sia con questo movimento artistico sia con altre correnti innovative, come il cubismo e il futurismo. In particolare l'influenza dell'espressionismo tedesco caratterizzò a lungo l'opera di Norah, a partire dalla sua prima incisione su legno, La tempestad calmada (1918), e dalle opere a soggetto biblico prodotte nello stesso anno: La Verónica e Cristo apaciguando las aguas.
Fra gli undici e i quattordici anni Norah Borges scrisse e illustrò il suo secondo libro di poesie, Notas lejanas, composte fra Buenos Aires e Ginevra, cui il fratello, una volta concluso il lavoro nel 1915, aggiunse il prologo. Il soggiorno della famiglia in Svizzera, iniziato nel 1914, si concluse nel 1918, con la fine della guerra.

#### Maiorca
Dal 1919 i Borges si trasferirono in Spagna, dove Norah approfondì i suoi studi e prese parte ai movimenti avanguardisti. Dopo aver visitato per la prima volta Barcellona, da maggio a dicembre del 1919, e da giugno 1920 a marzo 1921 si stabilì con la famiglia a Palma di Maiorca. A Valldemossa, comune situato a nord-ovest dell'isola, i Borges strinsero amicizia con il critico d'arte e mecenate Juan Sureda Bimet che li introdusse nel mondo dell'intellighenzia maiorchina.
Norah conobbe il pittore svedese Sven Reinhold Westman, che forse collaborò con lei nella realizzazione del suo primo murale sulla facciata della pensione Nueva Continental, Las campesinas de Mallorca, di cui rimane solo il nome. Sempre nel 1919 realizzò un secondo murale, Virgen con niño, dipinto sui muri dell'Hotel de l'Artista de Valldemossa e acquisito nel 2004 dal Museu Es Baluard di Palma; in quest'opera l'influenza dell'espressionismo tedesco, conosciuto durante il soggiorno a Ginevra e Lugano, si combina con le forme primitive del primo cubismo.

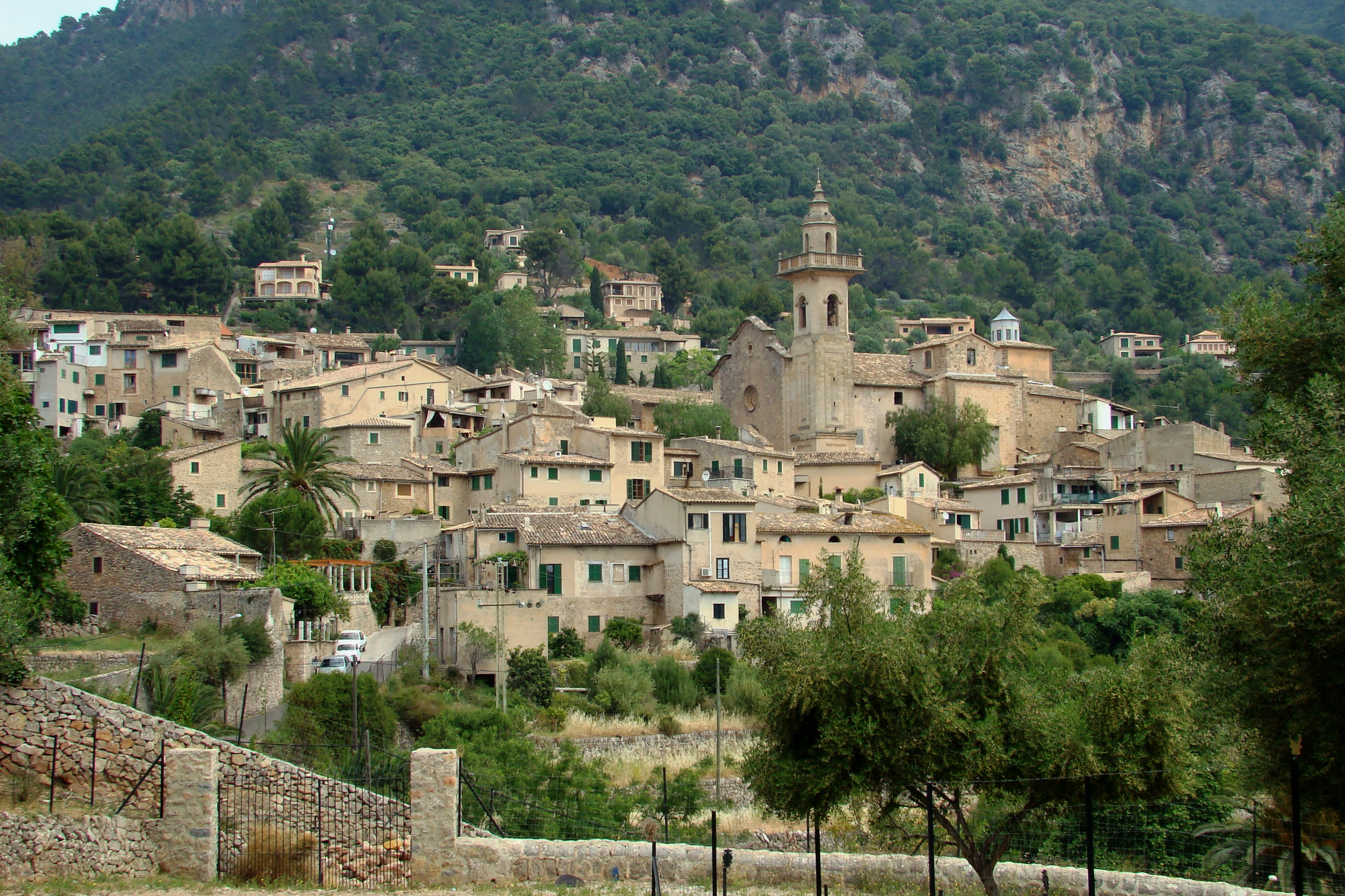
Vista di Valldemossa, comune dell'isola di Maiorca in cui vissero i Borges tra il 1919 e il 1921.

Espressionismo e cubismo sono ugualmente presenti anche nell'incisione Músicos ciegos, la prima incisione di Norah pubblicata nel 1919 sulla rivista di attualità Baleares, che ritrae tre musicisti: un violinista, un chitarrista con un occhio bendato, una chitarrista, posta al centro del trio. Sempre su Baleares, rivista alla quale collaborò anche il fratello, l'anno seguente vennero pubblicate altre due fotoincisioni su legno: la prima, España barroca, rappresenta uno spazio in cui convivono elementi religiosi e profani, come una croce che evidenzia l'influenza di El Greco, e un nudo di donna con musicista, di influenza precubista. La seconda è un progetto di copertina di El jardín del centauro, un libro di poesie di Adriano del Valle, mai pubblicato, in cui è ritratta, accanto ad una fontana, una donna che reca sulla testa un piatto di frutta.
Durante il suo secondo soggiorno a Maiorca, iniziato nel giugno 1920, Norah approfondì la tecnica della xilografia e della linoleografia. Le sue incisioni di tema maiorchino (paesaggi, campi coltivati, vita contadina, abbigliamento popolare, ventagli e musicisti, pagesas), affini ai metodi compositivi del pittore tedesco Heinrich Campendonck, ricevettero apprezzamenti dalla critica.
Nel 1920, nel n. 118 di Baleares, Guillermo de Torre, che nel 1923 le affiderà la copertina del suo libro Hélices e diventerà diciotto anni dopo suo marito, scrisse un articolo su di lei intitolato El arte candoroso y torturado de Norah Borges, nel quale indicò che l'artista argentina riconosceva come suoi progenitori «El Greco, Cézanne, Matisse e i contemporanei espressionisti tedeschi e incisori russi».

#### Siviglia e Madrid

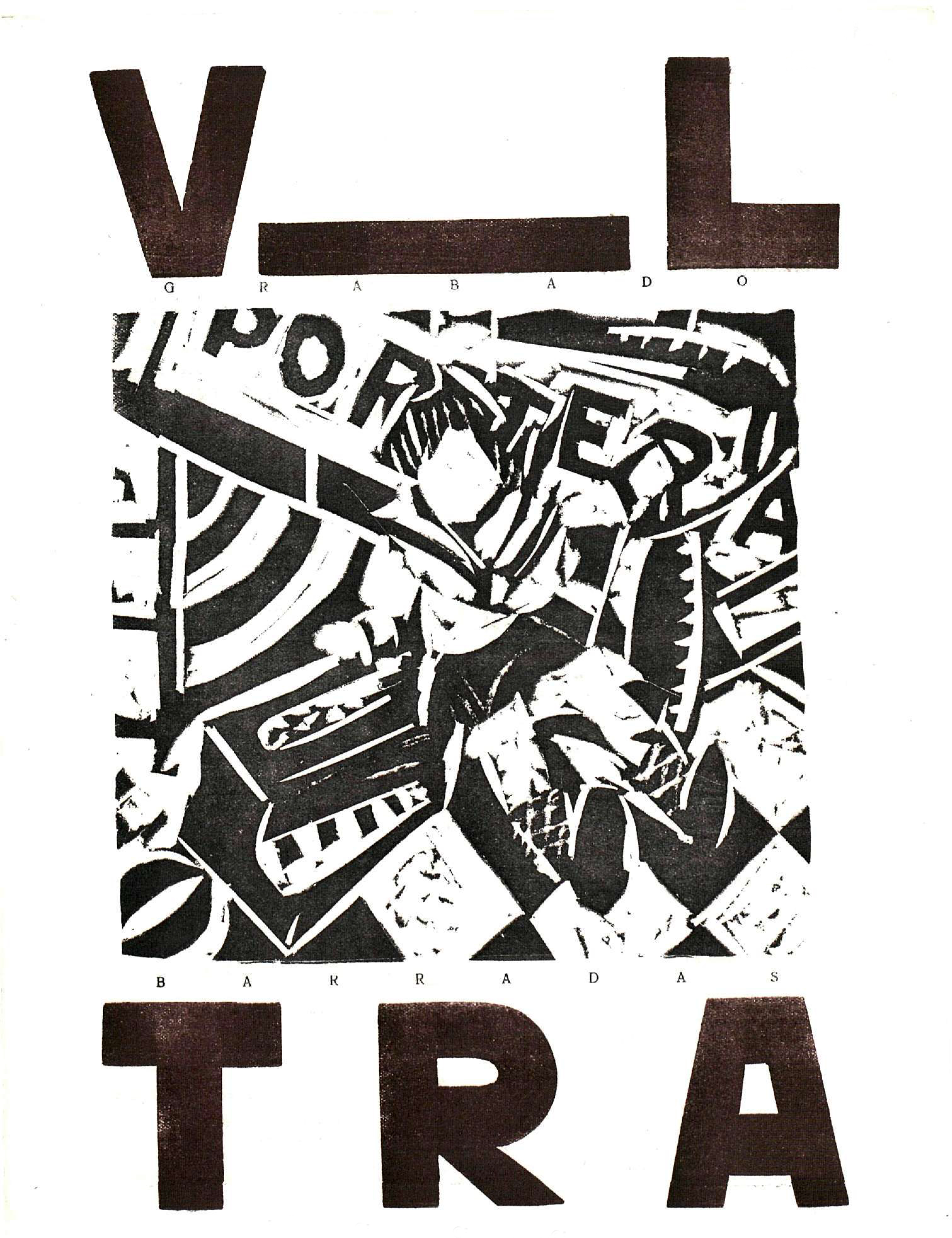
Copertina di Ultra, la rivista cui collaborò Norah Borges. Questa illustrazione (n. 5, 17 marzo 1921) è del pittore uruguaiano Rafael Barradas

Da fine autunno 1919 a giugno 1920 i Borges vissero tra Siviglia e Madrid. A Siviglia Norah e Jorge Luis si unirono al movimento ultraista, rappresentato dal gruppo raccolto intorno alla rivista letteraria Grecia (1918-1920), nella quale Jorge Luis pubblicò la sua prima poesia, Himno al mar. Nel numero 38 del gennaio 1920 Norah venne presentata in un articolo dal direttore del periodico, Isaac del Vando-Villar, come «la nostra pittrice ultraista», nata all'interno di questa nuova tendenza letteraria.
Nel numero 41 del 29 febbraio 1920 di Grecia realizzò due illustrazioni, El pomar e El ángel del violoncelo, e dal mese di luglio creò quattro copertine del periodico, fino ad allora rappresentato dal disegno di un'anfora greca. Quella di luglio ritraeva le figure stilizzate di due popolane con una brocca d'acqua in testa e una mano sul fianco. Nel corso dell'anno pubblicò alcuni disegni che avevano per tema la maternità, come La mujer de la mantilla, Madonna e Maternidad, la cui tecnica richiamava le incisioni espressioniste del gruppo di artisti Die Brücke.
A Madrid Norah si iscrisse alla Real Academia de Bellas Artes de San Fernando e ricevette lezioni dal pittore Julio Romero de Torres. Negli ambienti letterari della nuova rivista Ultra (1921-1922), organo di diffusione del movimento ultraista, i due fratelli Borges rafforzarono il rapporto con gli intellettuali più innovativi del tempo.
Il vivace ambiente letterario e artistico della capitale, caratterizzato dalla pressante richiesta di rinnovamento da parte delle giovani avanguardie, era in parte precluso alle donne: la stessa Norah avrebbe ricordato negli anni novanta in un'intervista come esse allora fossero escluse dai caffè. La sua collaborazione sulle riviste avvenne indirettamente attraverso la sua amicizia con Adriano del Valle e Guillermo de Torre, incontrati grazie al fratello. Attraverso Guillermo de Torre, suo futuro marito, conobbe Picasso, Unamuno e García Lorca. Strinse amicizia con il poeta Juan Ramón Jiménez, di cui illustrò alcuni libri; nel 1940 l'autore le dedicò un ritratto nel libro Españoles de tres mundos.
Le incisioni di Norah, ormai identificata come pittrice dell'ultraismo, illustrarono le copertine e le pagine interne del numero unico di Reflector (1920) e di Ultra, periodico di «poesía, crítica, arte», sempre più di respiro internazionale, insieme a quelle degli artisti polacchi Wladyslaw Jahl e Marian Paszkiewicz e del pittore uruguaiano Rafel Barradas, a dimostrazione dello stretto rapporto che allora univa poeti e artisti plastici, tratto caratterizzante delle avanguardie.
Nello stile di Norah divenne evidente il contatto – diretto o indiretto – con il lavoro di artisti francesi o con sede a Parigi; l'impronta cubista, l'interesse per la scomposizione geometrica delle figure convissero per un certo periodo con tratti espressionisti. Le due tecniche venivano impiegate anche alternativamente: l'incisione Circo, copertina del numero 44 di Ultras, mostra chiare influenze picassiane; Teatro, al suo interno, è di ispirazione espressionista.

### Ritorno in Argentina (1921-1923)
Quando nel marzo 1921 fece ritorno in Argentina, all'età di vent'anni, Norah possedeva una formazione europea, acquisita principalmente in Svizzera, di impronta avanguardista, e un'esperienza maturata in Spagna nei più vivaci ambienti intellettuali, arricchita dalle suggestioni maiorchine, divenute parte del suo linguaggio artistico.
Collaborò alla rivista murale Prisma (1921), fondata dal fratello, con due contributi, Buenos Aires e Mujer con chelo y niño con cometa. Continuò a mantenere i contatti con le riviste spagnole Tableros (1921-1922), Horizonte (1922-1923) e Plural (1925). Con Paisaje de Buenos Aires (1921), incisione pubblicata sulla rivista Ultra, Norah recuperò il passato perduto della città, coinvolta in un processo di modernizzazione, attraverso lo stile espressionista e violenti contrasti di bianco/nero.
Nel maggio 1922 Guillermo de Torre, legato sentimentalmente a Norah, le dedicò dalla Spagna l'articolo El Renacimiento xilográfico. Tres grabadores ultraístas, pubblicato nella rivista Cosmópolis, nel quale sottolineava la «sensibilità femminile» dell'artista e l'ingenuità che traspariva dalle sue composizioni.

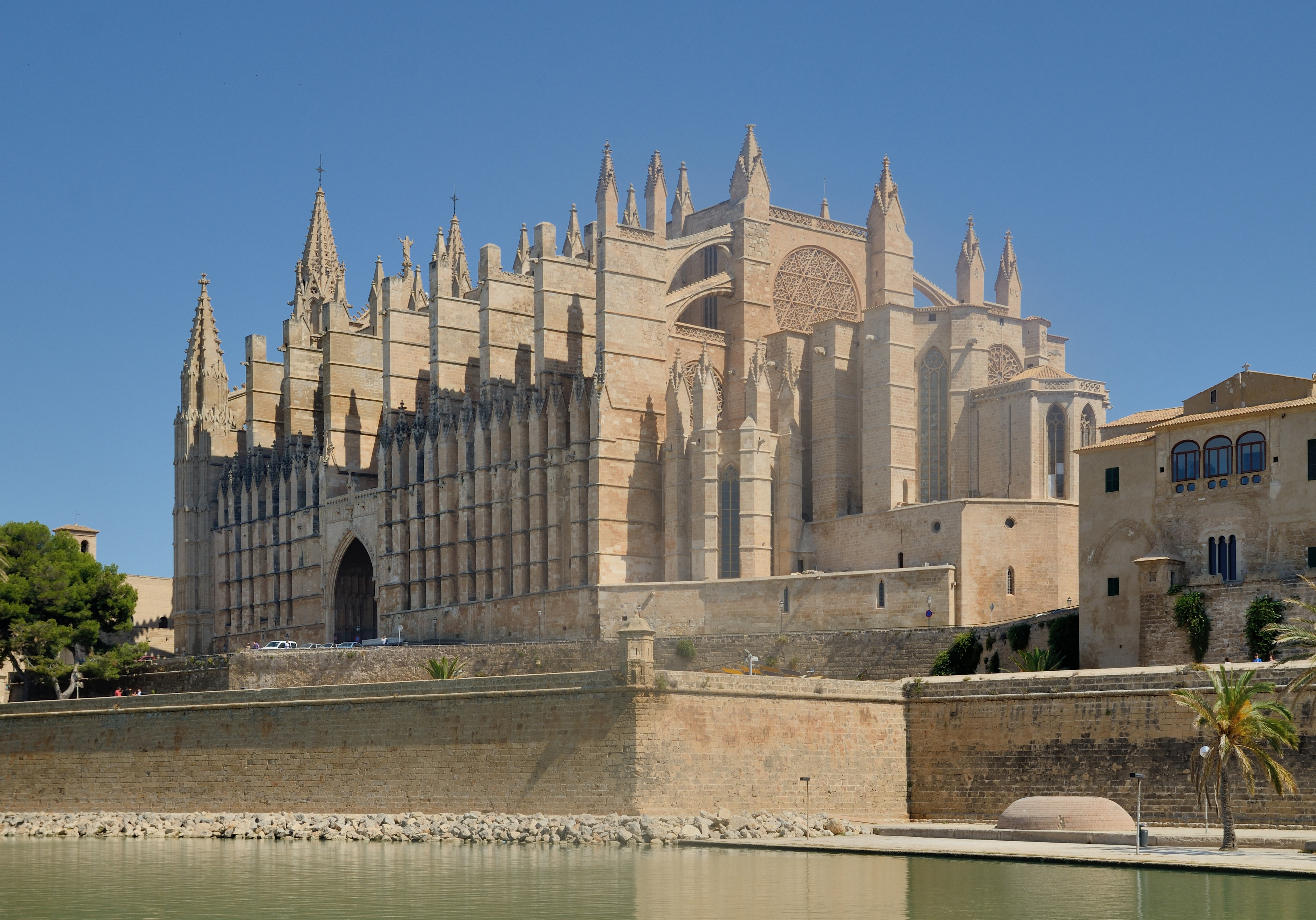
Cattedrale di Maiorca

Nel 1922 nella rivista Tableros Norah pubblicò un disegno a inchiostro ispirato alla Cattedrale di Maiorca e intitolato Catedral, in cui ritrasse contrafforti gotici, una palma, il sole. Ritenuta una delle incisioni più vicine alla poetica ultraista, è stata interpretata come la corrispondenza plastica della poesia composta dal fratello sullo stesso soggetto.
I temi legati a Maiorca risultano presenti anche nella stampa La casa donde nací (1923) e nella linoleografia Salón (Federal), pubblicata nello stesso anno nella rivista spagnola Horizonte, che, come nel caso di Catedral, viene ritenuta la versione pittorica della poesia del fratello Rosas, pubblicata nel libro Fervor de Buenos Aires (1923), di cui Norah illustrò la copertina.
Il disegno ritrae una stanza in cui due donne sono sedute una di fronte all'altra, ciascuna con un distinto stile di abbigliamento: quella a sinistra, con abiti tradizionali e ventaglio, ha sopra di sé il ritratto di un uomo e una bambina; quella a destra, con gonna corta e capelli a caschetto, stile tipico degli anni venti, si trova sotto uno specchio vuoto. Secondo May Lorenzo Alcalá il ritratto farebbe riferimento a dei personaggi legati alla storia argentina: il Governatore della Provincia di Buenos Aires e per breve tempo della Confederazione argentina Juan Manuel de Rosas (1793-1877), considerato un tiranno, e sua figlia, Manuelita de Rosas (1817-1898), che si diceva svolgesse un ruolo di mediazione per ottenere clemenza. Roberta Quance ritiene invece che le due donne del disegno principale siano emblematiche dei diversi ruoli femminili presenti nella società dell'epoca: la donna a sinistra, vestita tradizionalmente, rappresenterebbe la generazione più anziana, quella giovane, a destra, la "donna moderna".
Più in generale, secondo Eamon McCarthy, alla rappresentazione della "donna nuova" che sfidava le convenzioni sociali, come ad esempio le donne esuberanti e audaci dipinte dalla pittrice a lei contemporanea Maruja Mallo, Norah avrebbe preferito ritrarre la lotta tra tradizione e modernità: «le sue figure non si allontanano mai dall'ambiente domestico e qualsiasi esterno – tipicamente un giardino o un balcone – tende a formare spazi liminali, tra vita privata (o domestica) e spazio pubblico (o cittadino)».
Nel 1923 Norah realizzò la copertina della Revista de la Casa América-Galicia (Alfar, la Coruña). Nello stesso anno illustrò la raccolta di poesie La calle de la tarde dell'amica scrittrice Norah Lange. Pubblicarono i suoi dipinti la rivista surrealista francese Manomètre (1922-1928) e La Vie des lettres (1913-1926).

### Secondo soggiorno in Europa (1923-1924)
Il 21 luglio 1923 i Borges partirono nuovamente per l'Europa. Dopo una breve tappa a Londra, si stabilirono a Madrid; in settembre erano a Parigi e poi si recarono a Ginevra, dove rimasero fino alla fine dell'anno. In primavera fecero ritorno a Madrid, per poi dirigersi a Lisbona, dove incontrarono Guillermo de Torre che formalizzò la sua relazione sentimentale con Norah, conosciuta nel 1920 nella capitale spagnola.

### Ritorno a Buenos Aires (1924-1932)

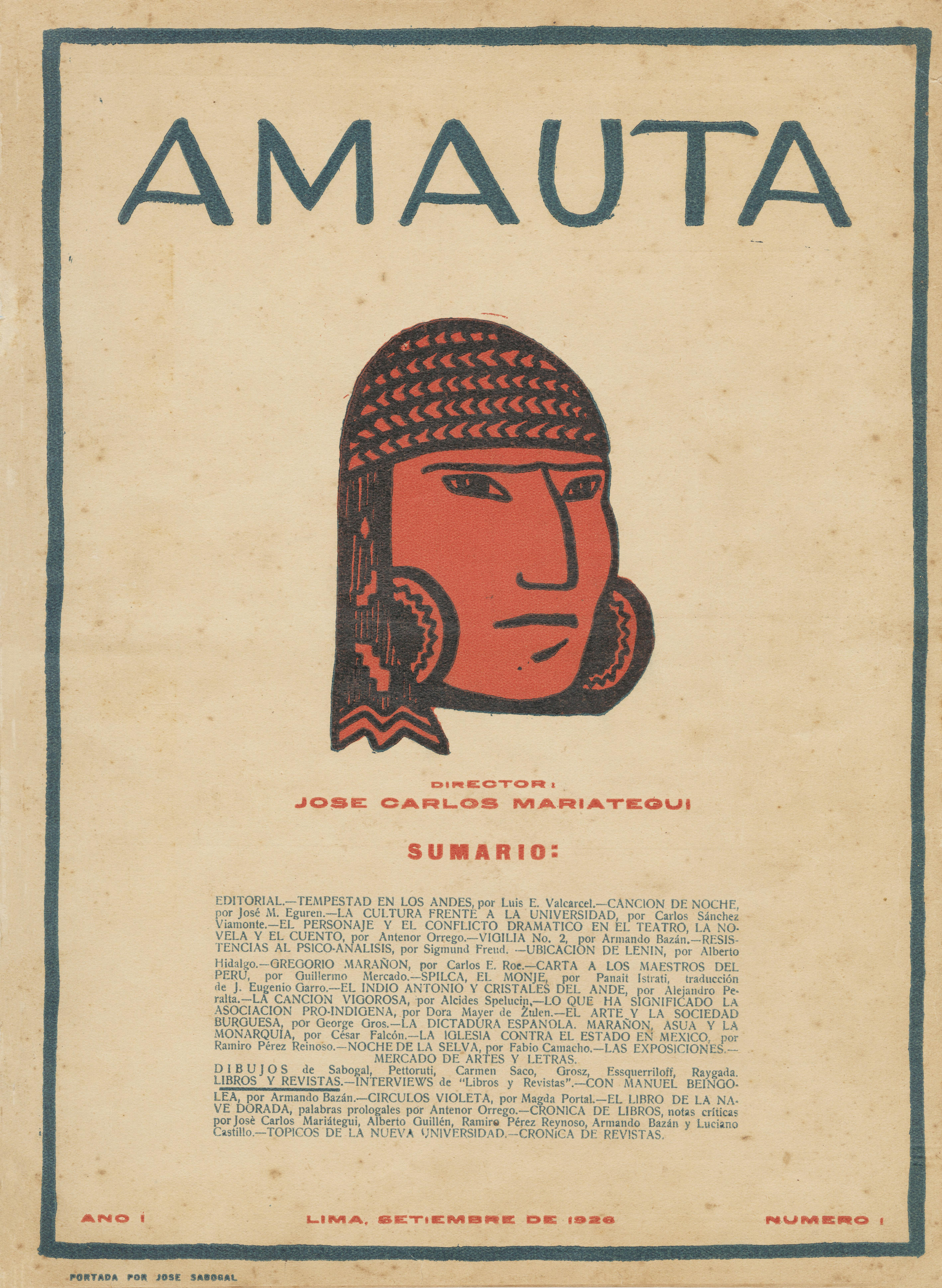
Amauta. Rivista letteraria peruviana in cui Norah Borges pubblicò alcune sue opere

Il 30 giugno 1924 i Borges fecero rientro a Buenos Aires; con il fratello, Norah si unì agli scrittori e agli artisti del gruppo Florida, sostenitori delle correnti d'avanguardia europee dell'epoca, raccolti intorno alla rivista Martin Fierro (1924-1927) «periódico quincenal de arte y crítica libre».
Collaborò anche ad un'altra rivista di riferimento del gruppo, Proa (1924-1926), fondata da Jorge Luis Borges con un gruppo di amici, dei cui primi tre numeri illustrò le copertine.
La sua arte complessa e il nuovo linguaggio sperimentato, il principio dell'arte per l'arte, opposto alla concezione dell'arte come impegno sociale sostenuta da molti altri artisti contemporanei, la resero pioniera di forme nuove e personali di espressione artistica. Il fratello dirà di lei:
(Jorge Luis Borges, Textos recobrados (1956-1986))
Nel 1924 Norah creò una copertina xilografica per il giornale messicano Antena (1924). Nel 1925 inviò alcune sue opere alla mostra collettiva della Sociedad de Artistas Ibéricos a Madrid e l'anno seguente pubblicò due illustrazioni nella rivista peruviana Amauta, diretta da José Carlos Mariátegui.
Norah illustrò i libri di diversi autori: le prime due raccolte di poesie del fratello, Fervor de Buenos Aires (1923) e Luna de Enfrente (1925), Hélices (1923) di Guillermo de Torre; nel 1926, Cuentos para una inglesa desesperada di Eduardo Mallea e La guitarra de los negros di Ildefonso Pereda Valdéz.
Nel 1926 ebbe luogo uno degli eventi più importanti per l'avanguardia argentina: la visita a Buenos Aires del padre del futurismo, Filippo Tommaso Marinetti. Durante uno dei suoi numerosi incontri e conferenze organizzati nella capitale, il 17 giugno il poeta e scrittore italiano prese parte all'inaugurazione di un'esposizione di pittura di Emilio Pettoruti, Xul Solar e Norah Borges presso l'Asociación Amigos del Arte. Nei suoi Taccuini, Marinetti scriverà che quest'ultima è una pittrice debole, che imita Marie Laurencin.

#### 1927. La concezione estetica: un «mundo pequeño y más perfecto»
(Norah Borges, Un quadro sinóptico de la pintura, in Martin Fierro (1927))
Nel 1927 Norah delineò la sua visione artistica nel manifesto Un cuadro sinóptico de la pintura, pubblicato sul numero 39 della rivista d'avanguardia Martin Fierro. Nell'articolo, dichiarando che lo scopo della pittura era quello di dilettare l'artista e gli spettatori, indicò i quattro elementi che, se ben controllati e selezionati, potevano indurre gioia nello spettatore: colore, forma, tonalità e temi.

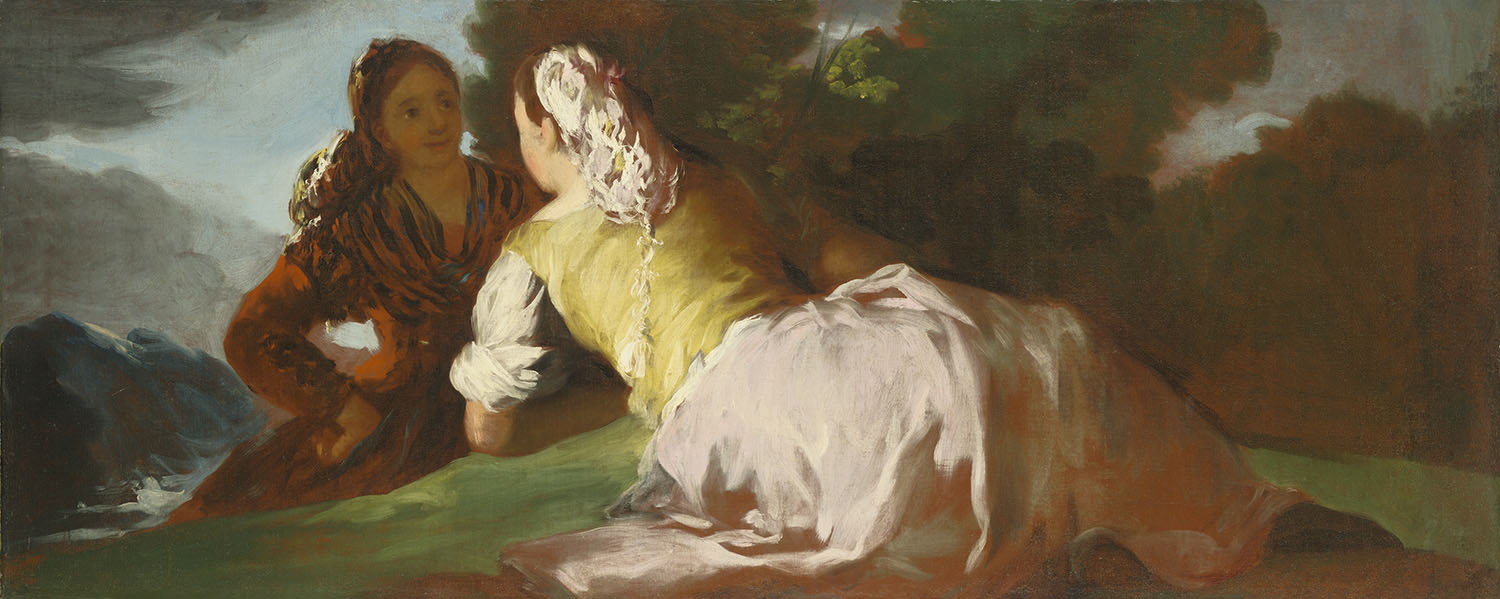
Francisco Goya, Mujeres conversando, 1791

Per ognuno di essi, in dieci punti, offrì precise indicazioni, accompagnate da esempi presi da opere dell'arte classica e contemporanea, come Goya, El Greco, Rousseau, Monet, Picasso. I colori pastello − rosa, arancio, limone − erano a suo parere quelli maggiormente adatti a recare gioia all'occhio, al contrario del nero puro, dei marroni e dei grigi. Come spunti di ispirazione suggerì le decorazioni del circo, i giochi dei bimbi, le stelle filanti, le giostre; come forme da preferire quelle definite e piene (esempi: chitarre, il cubo; donne, la piramide; case, il cono).
Per quanto riguarda i temi, l'artista argentina sostenne: «Il mondo del dipinto deve essere un altro mondo piccolo e più perfetto, i personaggi felici, in abiti nuovi di zecca, le case e il cielo appena dipinti, e l'estate come stagione perenne».

#### Il "neoromanticismo"
Secondo alcuni studi il mutamento di stile di Norah Borges si sarebbe configurato fin dal 1923-1924 e avrebbe coinciso con il "ritorno all'ordine" che indusse molti artisti europei, nel periodo tra le due guerre, a riaffermare la centralità della tradizione e della storia, del classicismo e della fedeltà figurativa, rifiutando gli estremismi dell'avanguardia.
Uno dei segni del cambiamento fu il ritorno alla pittura e il progressivo abbandono dell'incisione. I tratti avanguardistici vennero progressivamente ammorbiditi, mentre prese sempre più vita il mondo dei sentimenti e dell'intimità, segno della fioritura di quello che Ramón Gómez de la Serna avrebbe chiamato lo cursi bueno, il gusto del sentimento e della nostalgia, e, più in generale, del favore riservato alla "riumanizzazione" dell'arte.
(Norah Borges, 1922)

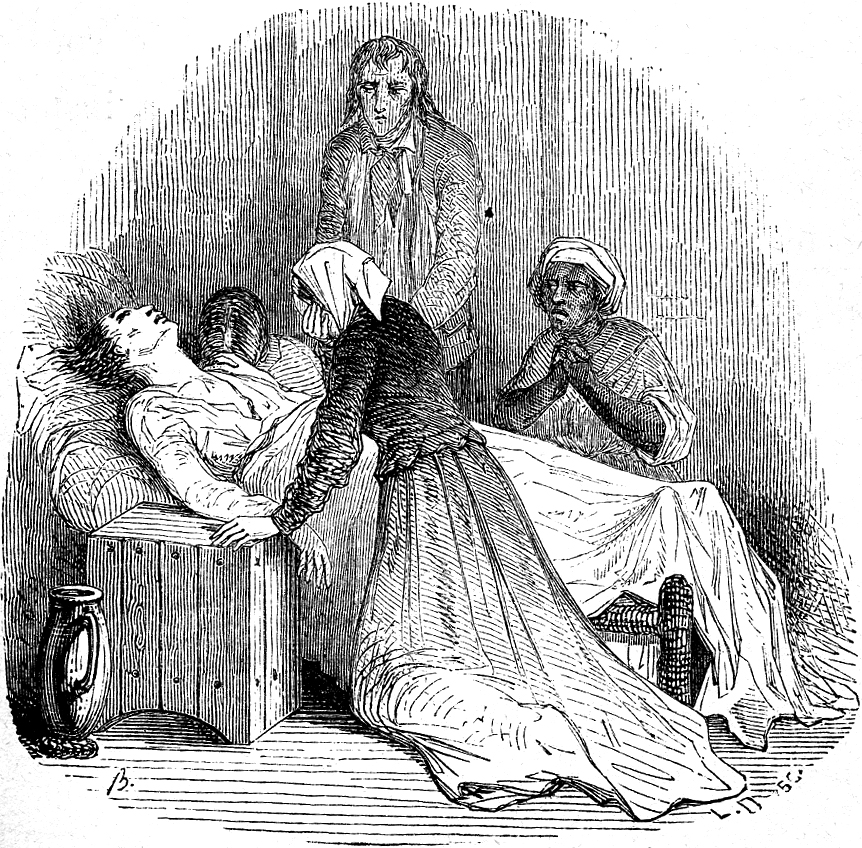
Illustrazione di Paul and Virginie (1787), romanzo di Bernardin de Saint-Pierre (1737-1814)

Ne avrebbero costituito un esempio le coppie di innamorati che Norah dipinse durante il periodo del suo fidanzamento con Guillermo (1923-1928), adolescenti di manifesta ispirazione letteraria, come Urbano y Simona (xilografia, 1923-24, dipinto 1930), ispirata al romanzo di Ramón Pérez de Ayala che aveva per tema il contrasto tra l'innocenza idealistica e le realtà dell'amore romantico, e Pablo y Virginia, eroi dell'omonimo romanzo di Jacques-Henri Bernardin de Saint-Pierre, con protagonisti due amici d'infanzia che si innamorano innocentemente ma finiscono per morire tragicamente. Il dipinto Pablo y Virginia (1927), pubblicato nel n. 44 della rivista Martin Fierro ritraeva, in stile vicino al naïve, con colori pastello, due giovani dalle sembianze molto simili, vagamente androgini, in un atteggiamento asessuato ispirato all'innocenza e rafforzato dalla presenza di fiori e colombe, simbolo di purezza.
Le immagini più ricorrenti da questo periodo in poi sono angeli, sirene, bambini, innamorati, adolescenti ritratti con grazia e tenerezza: la sua arte viene definita «delicatamente femminile». I critici posteriori noteranno come nella poetica di Norah Borges siano bandite sessualità, mortalità, qualsiasi frutto della caduta.
Nell'agosto del 1928 l'artista argentina sposò lo scrittore e critico d'arte Guillermo de Torre, uno dei fondatori del movimento d'avanguardia ultraista e grande conoscitore delle avanguardie artistiche e letterarie, incontrato in Spagna quando lei aveva 19 anni; con lui ebbe due figli, Luis e Miguel. In occasione del matrimonio Norah realizzò un dipinto ad olio, El herbario (1928), in cui ritrasse se stessa e il suo sposo seduti ad un tavolo, intenti a leggere insieme un libro; la figura femminile tiene tra le mani una foglia, che ricorda la romantica usanza di custodire tra le pagine un fiore regalato da una persona amata.
La coppia si stabilì a Buenos Aires, dove de Torre nel 1931 divenne il segretario editoriale della rivista Sur, diretta da Victoria Ocampo, e assunse la direzione della pagina letteraria del quotidiano di punta La Nación.

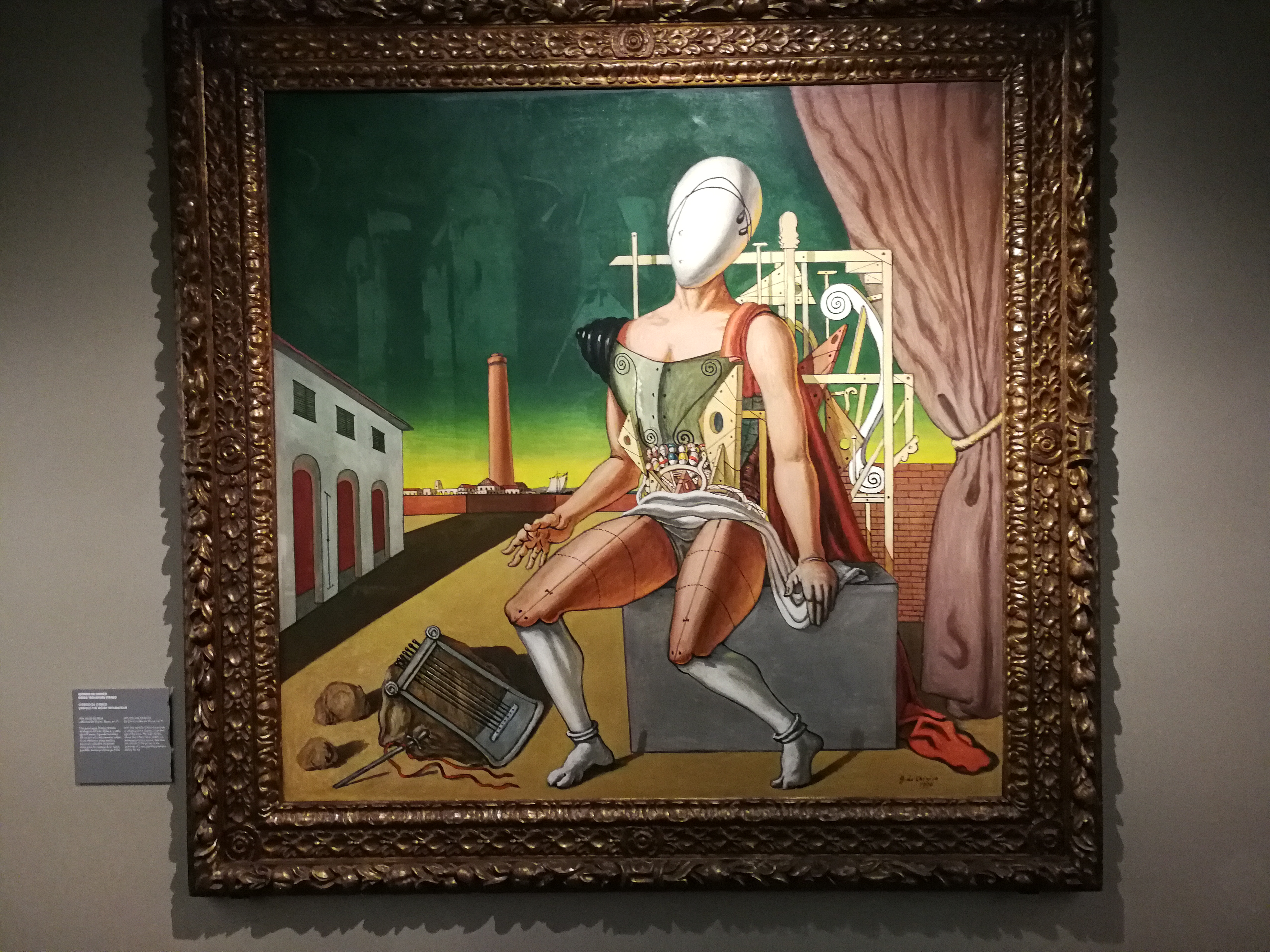
De Chirico, Orfeo trovatore stanco (1970)

Nel 1929 Norah illustrò Fuga de Navidad di Alfonso Reyes e El pez y la manzana di Ricardo Molinari; l'anno dopo Canciones de mar y tierra di Concha Méndez, un testo divenuto punto di riferimento per l'affermazione del nuovo protagonismo femminile.
I critici hanno colto un certo mutamento nell'estetica di Norah sul finire degli anni venti, soprattutto nei paesaggi urbani, che assumono un tono metafisico, da alcuni attribuito all'avvenuta conoscenza dell'opera di De Chirico, di cui la poetessa e scrittrice argentina Silvina Ocampo, amica della pittrice, era stata allieva. Secondo Eamon McCarthy l'influenza del pittore italiano sarebbe già riscontrabile in un'opera del 1924, Aviñon, che raffigura, con un uso marcato della geometria, una piazza della città francese, priva di figure umane; diventerebbe evidente in due paesaggi di Montevideo dipinti nel 1929 e in uno di Buenos Aires, pubblicato nella rivista Sur nel 1930. Nei paesaggi che ritraggono la capitale uruguaiana, tuttavia, Norah avrebbe introdotto alcuni elementi distintivi del suo stileː una donna che osserva la piazza dalla sua casa, dietro la tenda, e una contadina che porta una brocca sulla testa.

### Terzo soggiorno in Europa: Madrid (1932-1936), Parigi (1937)
Nel corso degli anni trenta si rafforzò la fase post-avanguardista e neoromantica di Norah. Nel 1932 venne offerta a Guillermo de Torre una collaborazione al progetto dell'Universidad Internacional de Verano de Santander; nel febbraio dello stesso anno partì con la moglie per l'Europa e si stabilì a Madrid, dove la coppia visse fino al 1936.

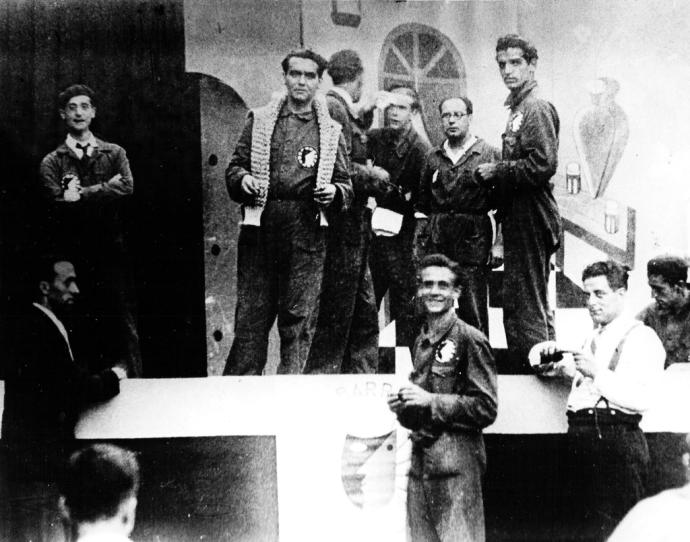
Federico García Lorca e altri componenti del gruppo teatrale La Barraca, 1932

Guillermo de Torre, fondatore con Giménez Caballero de La Gaceta Literaria di Madrid (1927), collaborò al quotidiano El Sol e a importanti riviste culturali, tra cui Revista de Occidente, La Vie des Lettres e L'Esprit Nouveau. Attraverso il marito, Norah riprese i contatti con l'intellighenzia spagnola; collaborò alle riviste dell'epoca, fra cui Arte (1932-1933) della Sociedad de Artistas Ibéricos, che nel primo numero le dedicò un articolo scritto da Gómez de la Serna.
Nell'agosto 1934 Federico García Lorca le chiese di disegnare i costumi per i personaggi di un'opera messa in scena dal gruppo teatrale la Barraca, l'Egloga di Plácida e Victoriano di Juan del Encina (1469-1529). Norah realizzò per Plácida un vestito completamente bianco. Luis Sáenz de la Calzada, uno dei membri del gruppo, raccontò come i disegni preparati dall'artista trasmettessero una prodigiosa sensibilità: «disegni di grazia eterea, fatti di broccato e raso».
Nel 1934 tenne la sua prima mostra personale al Museo di Arte Moderna a Madrid e illustrò il libro di poesie di Carmen Conde Júbilos, con un prologo di Gabriela Mistral. Nel 1936 partecipò a due mostre: l'Exposición Nacional de Bellas Artes di Madrid e L'Art espanol contemporain alla Galleria nazionale dello Jeu de Paume di Parigi, insieme a Picasso, Miró, Gris e Dalí. In quest'ultima espose quattro opere: Buenos Aires, Dos santas, La cometa e Baile argentino.
Nei suoi dipinti gli elementi d'avanguardia erano sempre meno evidenti; la sua nuova pittura di colori pastello, piena di figure religiose, popolane e bambini paffuti, coppie idealizzate, ispirava idillio e tranquillità, evocava i sentimenti, e venne interpretata dai contemporanei come un ritorno all'ordine. Con lo scoppio della guerra civile, la coppia partì per Parigi, dove agli inizi del 1937 nacque il primogenito, Luis Guillermo. Nello stesso anno Norah illustrò Cuadernos de infancia di Norah Lange.

### Definitivo ritorno a Buenos Aires (1938-1998)

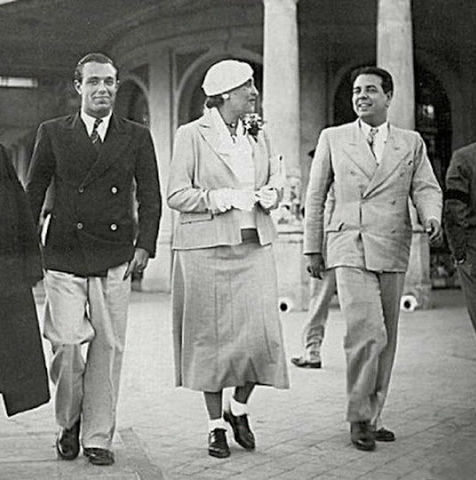
Adolfo Bioy Casares, Victoria Ocampo e Jorge Luis Borges (1935)

Norah Borges e Guillermo de Torre ritornarono definitivamente in Argentina nel 1938, dove l'anno dopo nacque il secondo figlio, Miguel. Nel 1940 l'artista tenne una mostra personale all'Asociación Amigos del Arte, in cui espose circa cinquanta opere tra tempere, disegni, illustrazioni, seguita da una serie di mostre in diverse gallerie di Buenos Aires.
Negli anni trenta e quaranta intensificò la sua attività di illustratrice, iniziata negli anni venti con le copertine delle prime due raccolte di poesie del fratello, avvicinandosi professionalmente al marito che, dopo il suo ritorno in Argentina, fu fra i fondatori dell'Editorial Losada, una pietra miliare nell'industria editoriale in tutta l'America Latina. Nel 1940 illustrò la prima edizione de La invención de Morel di Bioy Casares; nel 1941 le Ballate gitane di García Lorca e L'ignoto dalla Senna del franco-uruguaiano Jules Supervielle.
Dopo la nascita dei figli Norah abbandonò progressivamente le relazioni sociali, mentre il fratello acquisì sempre più notorietà a livello internazionale. Il ritorno ad un ruolo femminile incentrato sulla famiglia e gli affetti risulta riflesso nelle sue figure di donna e nella prevalenza di un ordine più tradizionale nella rappresentazione della sua arte.
Nel 1943 il MOMA acquistò una sua opera, Niñas españolas (1933); due anni dopo, su richiesta di Guillermo de Torre, il poeta spagnolo Ramón Gómez de la Serna scrisse la biografia di Norah Borges. Nel 1946 Norah produsse una serie di venti illustrazioni, di cui dieci a colori, per un'edizione di Paul et Virginie, progetto iniziato negli anni venti. Si dedicò all'illustrazione delle opere di Juan Ramón Jiménez, di Silvina Ocampo, Victoria Ocampo, Julio Cortázar e di emigrati spagnoli in Argentina, tra cui Rafael Alberti e León Felipe.

#### 1948. L'esperienza del carcere

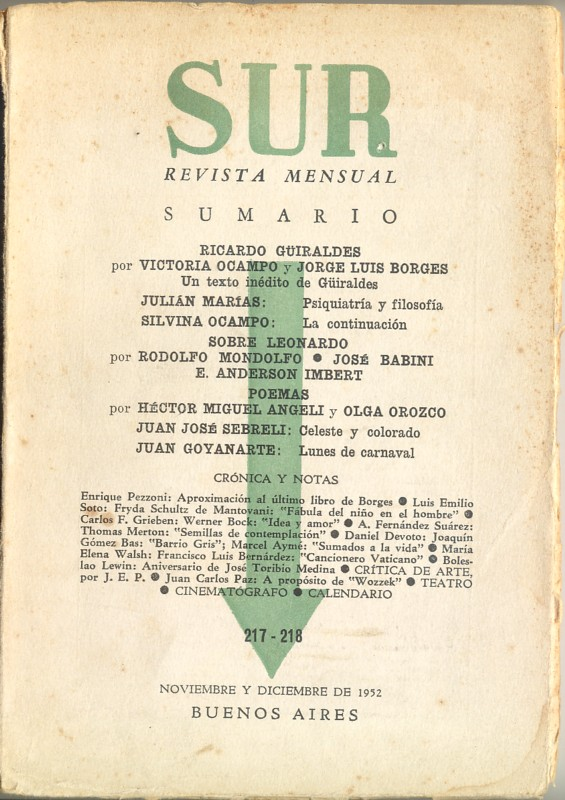
La rivista argentina Sur, fondata nel 1931 da Victoria Ocampo

Nel 1948 Norah e la madre Leonor Acevedo, a seguito della partecipazione ad una manifestazione di protesta contro il presidente dell'Argentina Juan Perón, vennero condannate ad un mese di prigione; l'artista venne condotta nel carcere femminile di Buen Pastor a San Telmo; la madre, per la sua età avanzata, fu posta agli arresti domiciliari. La protesta e la prigionia di Norah verranno rappresentate nel dipinto Recuerdos de la prisión (1948-1949) e nella copertina del libro El grito sagrado (1957), in cui compaiono sette donne dietro sbarre geometriche, realizzato per l'amica e compagna di carcere Adela Grondona.
Il suo coinvolgimento in questa vicenda è stato ritenuto poco spiegabile, non avendo l'artista espresso fino a quel momento precise opinioni politiche, né collocato i suoi dipinti all'interno di un definito contesto politico, anche se la cerchia di intellettuali di cui faceva parte, in primis il fratello, raccolti intorno alla rivista Sur fondata nel 1931 dall'amica Victoria Ocampo, era fortemente politicizzata, di orientamento antifascista e antiperonista.
Le opere di Norah, per sua stessa definizione, erano rivolte alla creazione di un universo idealizzato, uno spazio incentrato sulla presenza femminile, introspettivo e paradisiaco, un «mundo pequeño y más perfecto» («mondo piccolo e più perfetto»). In un'intervista, tuttavia, Jorge Luis Borges raccontò come la sorella avesse orgogliosamente collegato il suo arresto alla tradizione guerriera e antigovernativa degli antenati, ribellatisi contro il dominio spagnolo. La consapevolezza con cui Norah visse quell'esperienza, celata a livello pubblico, viene inoltre confermata dalla sua corrispondenza privata con la cugina Esther Haedo de Amorim e con l'amica Adela Grondona, che condivise con lei la prigionia; secondo Eamon McCarthy «il mondo paradisiaco di Norah Borges» era in grado di ammettere contenuti politici.

#### 1948-1998
Dopo il suo rilascio dal carcere, Norah illustrò il libro del fratello Cuaderno San Martin, come aveva fatto con le sue opere precedenti. Scrisse come critica d'arte negli Anales de Buenos Aires (1946-1948), diretti dal fratello, sotto lo pseudonimo di Manuel Pinedo. Per l'amica Silvina Ocampo illustrò Las invitadas (1961), Amarillo celeste (1972) e Autobiografía de Irene (1983).
Nel 1977, a seguito della scoperta di una serie di quindici litografie inedite prodotte da Norah nel 1925, il fratello Jorge Luis scrisse il prologo al libro che le raccoglie, pubblicato solo in Italia, a lei intitolato. Norah Borges, come la madre, era molto religiosa. Nel 1981 collaborò alla prima edizione della Bibbia argentina, Libro del pueblo de Dios. La Bibla, illustrando il Nuovo Testamento per l'editore San Paolo: dipinse angeli e santi, elementi costitutivi della sua arte. Continuò a dipingere quotidianamente (eccetto la domenica) fino ai novant'anni.

#### Morte
Morì a Buenos Aires il 20 giugno 1998, all'età di novantasette anni, e venne sepolta nella tomba di famiglia nel cimitero di La Recoleta. Nel 2020 al Museo Nacional de Bellas Artes di Buenos Aires è stata allestita la mostra Norah Borges. Una mujer en la vanguardia, curata da Sergio Alberto Baur, con oltre duecento dipinti, documenti e libri.

## Critica
(Miguel de Torre Borges, Nosotros Los Borges. Apuntes de familia, p. 137)
La maggior parte degli studi prodotti a partire dagli anni novanta ha evidenziato il ruolo che i mentori di Norah Borges, in particolare il fratello e il marito, hanno avuto sulla sua carriera e sulla sua arte. L'influenza che Jorge Luis avrebbe esercitato nell'orientare le prime opere di Norah verso l'espressionismo tedesco e il cubismo è stata ritenuta determinante nel periodo del loro primo soggiorno in Europa (1914-1919), così come l'esperienza ultraista avviata dallo scrittore argentino nelle riviste spagnole Baleares, Grecia, Ultras, Alfar, è stata ritenuta l'occasione di condivisione di questa corrente da parte della sorella, proclamata nel 1920 dal direttore di una delle riviste madrilene, Isaac del Vando-Villar, la rappresentante ufficiale della pittura ultraista.

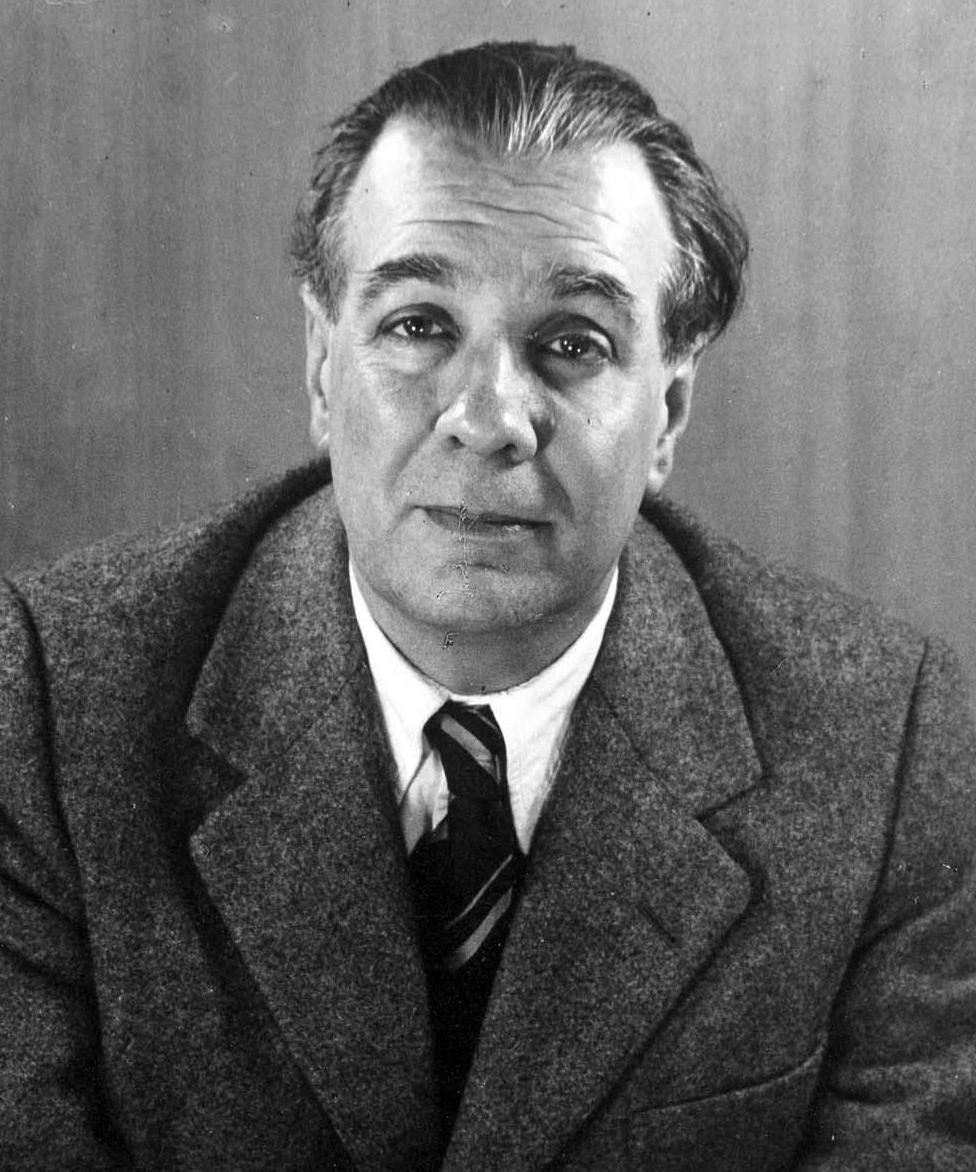
Jorge Luis Borges, 1951

Anche dopo il rientro in Argentina nel 1921 la collaborazione di Norah nelle nuove riviste d'avanguardia come Prisma e Proa è stata associata all'attivismo del fratello, così come la svolta stilistica verso un «nuovo romanticismo», da lei intrapresa intorno al 1923-1924, è stata interpretata principalmente come un passaggio indotto dalle nuove posizioni estetiche assunte dal fratello e dal futuro marito Guillermo de Torre, che in quegli anni si stavano orientando verso una concezione soggettivista dell'arte.
Il marito, grazie alla posizione occupata nell'Editorial Losada e alle sue conoscenze, viene infine indicato come l'artefice della carriera di Norah in Argentina. In Spagna, fin dal maggio 1922, come critico d'arte, avrebbe contribuito a promuoverne l'immagine come artista «dotata di una sensibilità femminile cangiante, che aspira a preservare senza mistificazioni cerebrali»; nel 1945 egli avrebbe commissionato una biografia di Norah a Ramón Gómez de la Sierna, per fornirgli un lavoro, essendo questi un esiliato spagnolo oltreoceano, dotato di scarsi mezzi, ma soprattutto per «rinnovare l'immagine pubblica della moglie nell'ambiente porteño». In questa biografia, costellata da diverse imprecisioni sulla sua carriera e sulle sue influenze artistiche, Norah Borges «condivide la centralità con vari individui o con vari soggetti molto lontani dalla sua pittura, come il pittore spagnolo Julio Romero de Torre, suo fratello Jorge Luis, suo marito Guillermo de Torre e l'importanza della Spagna per l'America».
Roberta Ann Quance sostiene nei suoi studi che Norah Borges avrebbe finito con l'adattarsi alle forme espressive che le convenzioni del tempo consentivano alle donne artiste, alle quali era permesso «agire solo a margine di scambi con altri artisti». La sua arte sarebbe il frutto di una forma di compromesso con cui lei avrebbe negoziato il suo status di artista donna, alla periferia dei gruppi di avanguardia, un modo per non rinunciare all'innovazione artistica senza scontrarsi con le aspettative sociali e culturali del contesto in cui viveva. Quance rileva tuttavia come Norah sia rimasta sempre fedele alla propria visione del mondo, che contemplava sia gli esperimenti avanguardisti, che i dipinti color pastello di un mondo utopico, popolati da sirene, bambini asessuati e santi, in sintonia con la sua profonda cultura religiosa.
Secondo May Lorenzo Alcalá l'opera di Norah risulterebbe connotata dall'uso della femminilità come maschera, indossata per avere accesso al mondo dell'arte, un territorio maschile che aveva «il permesso di sorvolare, ma non di colonizzare». Durante la sua fase formativa, individuata fra il 1915 e il 1930, Norah Borges avrebbe sopportato lo sforzo di due forze opposte: «dipingere come avrebbero dovuto fare le buone ragazze di famiglia, o come gli uomini della sua generazione». Il processo di cambiamento estetico di Norah verso i canoni femminili dell'epoca si sarebbe realizzato durante il periodo del suo fidanzamento con Guillermo de Torre. Nel suo libro Norah Borges. La vanguardia enmascarada, Lorenzo Alcalá analizza l'oscillazione della pittrice tra preoccupazioni artistiche e imposizioni sociali, e invita a cogliere l'ambiguità delle figure da lei dipinte, androgine e asessuate, irraggiungibili e assorte, che sembrano nascondere la loro vera natura.
Il peso esercitato dalle pressioni di un ambiente sociale tradizionale, come quello della Buenos Aires degli anni venti, sulla trasformazione avvenuta nello stile di Norah, fino ad allora aperta alle correnti d'avanguardia europea, è stato studiato, fra gli altri, da Daniel E. Nelson. Analizzando due disegni di Norah dallo stesso titolo (Las tres hermanas) e soggetto, ma destinati a un pubblico differente (Madrid, 1922; Buenos Aires, 1925), egli ha attribuito il diverso stile, uso degli spazi e dei colori, canoni di bellezza femminile assunti come riferimento in ciascuno di essi, alla necessità dell'artista di adattare la sua produzione a quanto, nei rispettivi ambienti culturali, poteva esserle consentito in riferimento alla sua posizione sociale. Una volta stabilitasi in Argentina, Norah avrebbe perseguito strategie di autocensura − fra le quali Nelson annovera il manifesto estetico scritto nel 1927, Un cuadro sinóptico de la pintura − limitando il proprio spazio d'azione, ammorbidendo progressivamente lo stile, utilizzando «marcatori di ruoli tradizionalmente femminili».

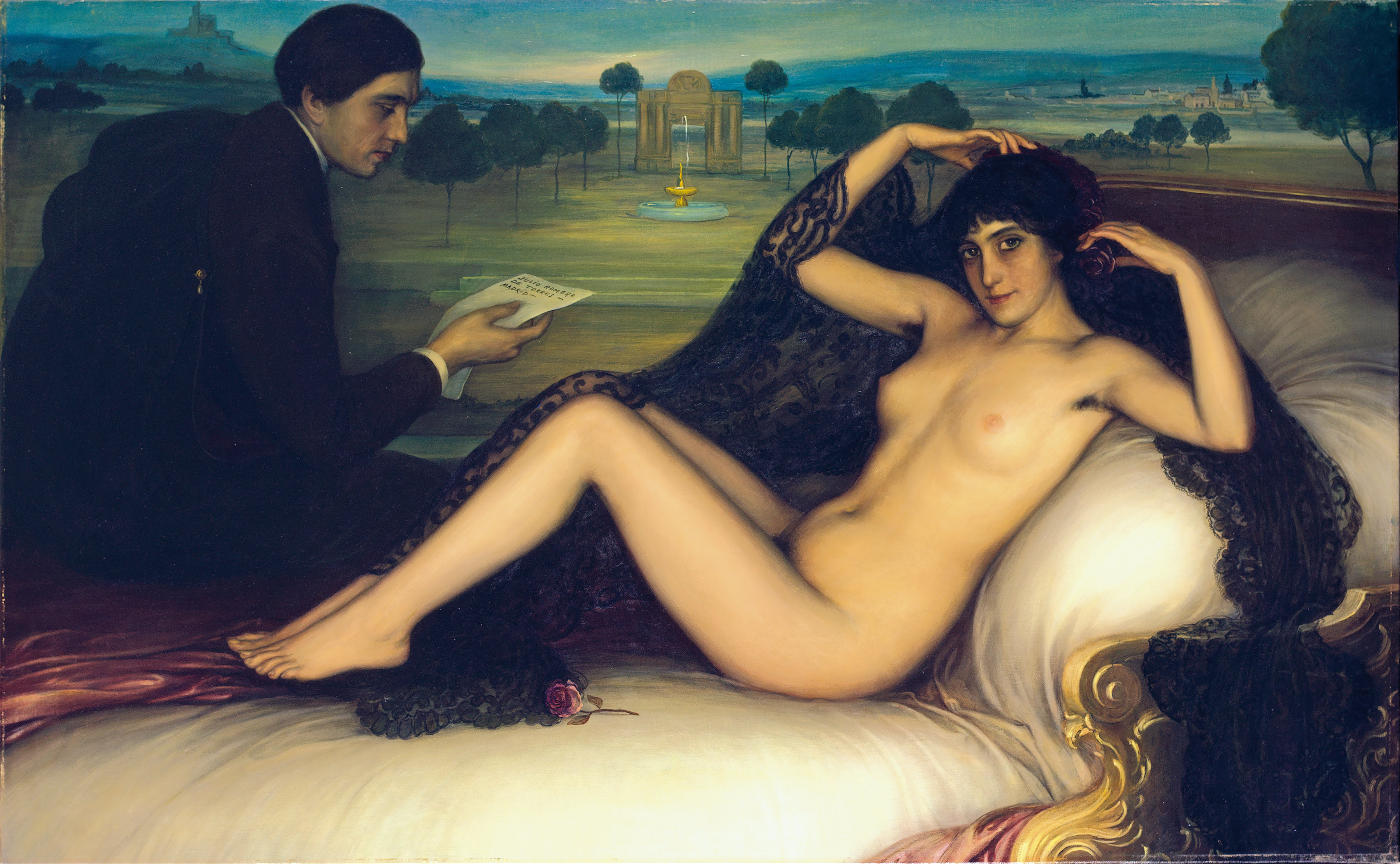
Romero de Torres, La Venus de la poesía (1913)

Le sue tecniche di autocensura, secondo Nelson, avrebbero trovato una perfetta corrispondenza con gli elementi utilizzati dai critici "maschi" per neutralizzare la sua creatività come artista dagli anni venti in poi e per cancellare dai canoni il ruolo pionieristico da lei svolto nella fondazione dell'arte d'avanguardia argentina: «eliminazione degli elementi oscuri o negativi presenti nelle sue opere, infantilizzazione o spiritualizzazione dell'arte e dell'artista, restringimento del suo campo d'azione, infine deviazione dell'energia sessuale dalla natura all'ambiente domestico». Fra le tante recensioni di critici a lei contemporanei che confermerebbero questa tesi, Nelson riporta i giudizi dell'avanguardista spagnolo Gómez de la Serna, che in un articolo del 1924, pubblicato nella Revista de Occidente di José Ortega y Gasset e dedicato ai due fratelli Borges, e nella successiva biografia della pittrice argentina, da lui scritta nel 1945 su commissione del marito, avrebbe per lo più presentato Norah come un'artista ingenua e sentimentale, contrapponendo le donne da lei raffigurate a quelle di Julio Romero de Torres, «innocenti, ma più donne delle adolescenti di Norah».

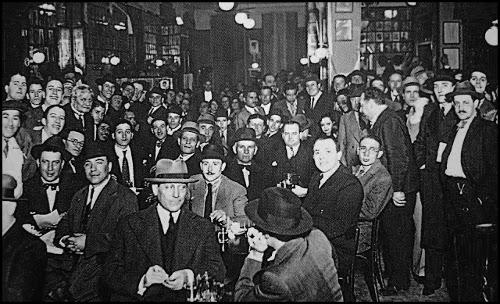
Buenos Aires, Café Los Inmortales, circa 1920

Marta J. Sierra ha rilevato come gli studi che hanno privilegiato la lettura di Norah Borges attraverso i suoi legami con la produzione del fratello e del marito abbiano impedito di prendere in dovuta considerazione gli elementi essenziali della sua opera artistica e la complessa gamma delle sue posizioni. I suoi elementi innovatori, che confermerebbero il dialogo stabilito negli anni venti e trenta con la cultura della modernità e la creazione di uno spazio femminile all'interno della cartografia artistica e letteraria dell'epoca, risiederebbero nella sperimentazione delle tecniche della duplicazione, del negativo e del fotomontaggio (l'incisione, usata largamente da Norah, imita l'immagine fotografica), elementi centrali nella retorica visuale delle avanguardie. La duplicazione, l'interazione fra l'originale e la sua rappresentazione, il concetto di copia e di doppio, contro la pretesa di un'unicità dei dati della realtà, sarebbero ad esempio rilevabili nell'incisione di influenza picassiana Las tres hermanas (1922), nel collage di ritratti familiari di ispirazione cubista Daguerrotipos (1922) e in alcuni dipinti degli anni Quaranta, come Adolescencia (1941) e Las Trenzas (1942), in cui le immagini di altri gruppi di donne, asessuate e con qualità infantili, vengono duplicate e destabilizzate; la categoria di "donna" appare frammentata, decostruita nei suoi aspetti di metafora artistica ed entità biologica: secondo Sierra, Norah «gioca con la qualità artificiale delle immagini di genere».

### Cataloghi delle mostre
- (ES) El ultraísmo y las artes plásticas, Catalogo della mostra: 27 junio-8 septiembre 1996, Museo Nacional de Bellas Artes de Santiago de Chile; 6 noviembre-26 noviembre 1996, Museo Nacional de Bellas Artes de Buenos Aires, 9 diciembre-8 enero 1997. Curatore: Juan Manuel Bonet, Valencia, IVAM Centre Julio González, 2006, ISBN 978-84-482-1253-7.
- (ES) Norah Borges : casi un siglo de pintura : julio-agosto 1996, Centro Cultural Borges, Curatrice: Ana Martínez Quijano, Buenos Aires, Centro Cultural Borges, 1996, OCLC 36214867.
- (ES) Fuera de orden : mujeres de la Vanguardia Española : María Blanchard, Norah Borges, Maruja Mallo, Olga Sacharoff, Ángeles Santos, Remedios Varo : Madrid, 10 de febrero-18 de abril de 1999, Curatore: Fernando Huici, Madrid, Fundación Cultural Mapfre Vida, 1999, ISBN 978-84-89455-27-6.
- (ES) Norah Borges : mito y vanguardia, Mostra: julio-agosto en el Museo Nacional de Bellas Artes Neuquén, septiembre-octubre en el Fondo Nacional de las Artes. Curatori: May Lorenzo Alcalá e Sergio Baur, Neuquén, MNBA-Neuquén, 2006,  p. 9, OCLC 433718043.
- (ES) Norah Borges : una mujer en la vanguardia, Catalogo della Mostra 17 dicembre 2019 - 1. marzo 2020, tenuta al Museo Nacional de Bellas Artes (MNBA) a Buenos Aires. Curatore: Sergio Alberto Baur, Buenos Aires, 2019, ISBN 978-950-9864-19-1.

#### Video documentari
- (ES) Huellas. Arte argentino: Norah Borges. URL consultato il 15 dicembre 2021.
- (ES) Televisión Pública, 4 de marzo: Nacimiento de Norah Borges. URL consultato il 15 dicembre 2021.